# Jørgen Størling
Jørgen Størling (1926-1998) oprettede sammen med præsten fra Tjæreborg Eilif Krogager flyselskabet Sterling Airways i 1962.
Sterling Airways skulle primært flyve for Tjæreborg Rejser.
Han var administerende direktør i Sterling Airways, indtil han i 1966 forlod selskabet for at slå sig ned med familien på et landsted nær Kolding. Karrieren fortsatte med forskellige jobs indenfor bl.a. Elektrohelios nu Elektrolux koncernen. Sit otium nød Jørgen Størling i Fjeldsted på Fyn, hvor han døde i 1998. Hans hustru Inger flyttede siden tilbage til Kolding og de sidste måneder af sit liv boede hun i Randers hvor hun døde i 2010. Børnene Kristian, Anne og Peter bor i hhv. Brørup, Odder og Holbæk.
|  | Artiklen om Jørgen Størling kan blive bedre, hvis der indsættes et (bedre) billede Du kan hjælpe ved at afsøge Wikimedia Commons for et passende billede eller uploade et godt billede til Wikimedia Commons iht. de tilladte licenser og indsætte det i artiklen. |